# Sven Bärtschi
Sven Bärtschi (* 5. Oktober 1992 in Langenthal) ist ein ehemaliger Schweizer Eishockeyspieler, der im Verlauf seiner aktiven Karriere zwischen 2008 und 2023 unter anderem knapp 300 Spiele für die Calgary Flames, Vancouver Canucks und Vegas Golden Knights in der National Hockey League (NHL) auf der Position des linken Flügelstürmers bestritten hat. Darüber hinaus absolvierte zudem über 250 Partien in der American Hockey League (AHL).

## Karriere

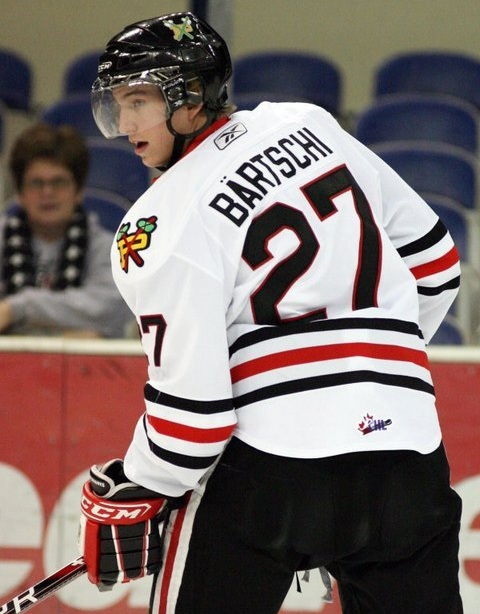
Sven Bärtschi im Trikot der Portland Winterhawks (2011)

Bärtschi wagte den Schritt nach Nordamerika im Jahr 2010 mit der Unterzeichnung eines Vertrages mit den Portland Winterhawks der Western Hockey League (WHL), nachdem er im CHL Import Draft desselben Jahres an siebter Stelle gewählt worden war. In seiner ersten Saison in Nordamerika war Bärtschi erfolgreich, er schoss 34 Tore, bereitete 51 vor und kam am Ende der Spielzeit 2010/11 auf eine Gesamtpunktzahl von 85. Seine Punktausbeute war unter den WHL-Rookies die beste, was ihm eine Nominierung für den besten Neuprofi der WHL sowie die Auszeichnung zum besten Rookie der Western Conference einbrachte. In den anschliessenden Playoffs zeigte der Stürmer wiederum eine gute Leistung, denn er steuerte mit seinen zehn Toren und 17 Vorlagen in 21 Spielen viel offensive Stärke für die Winterhawks bei. Bärtschi nahm als einer von vier Winterhawks am CHL Top Prospects Game teil und lief für das Team Orr auf. Im NHL Entry Draft 2011 wurde Bärtschi von den Calgary Flames an 13. Stelle gewählt.
Am 5. Juli 2011 unterzeichnete Bärtschi einen dreijährigen Einstiegsvertrag bei den Calgary Flames, der erst mit dem endgültigen Wechsel ins Franchise aktiv wird. Die Saison 2011/12 verbrachte der Stürmer weiterhin vorwiegend bei den Portland Winterhawks in der Western Hockey League, debütierte allerdings im Verlauf der Spielzeit, am 9. März 2012, für die Calgary Flames in der National Hockey League (NHL). In der Partie gegen die Winnipeg Jets stand der Schweizer Akteur über neun Minuten auf dem Eis, blieb punktlos und beendete die Begegnung mit einer ausgeglichenen Plus/Minus-Bilanz. Seinen ersten Treffer in der NHL erreichte Bärtschi im nächsten Spiel am 11. März 2012 gegen die Minnesota Wild, das die Flames mit 4:3 gewannen. Seinen zweiten Treffer realisierte Bärtschi bereits im dritten Spiel am 13. März 2012 gegen die San Jose Sharks.
Nach drei Jahren in der Organisation der Calgary Flames, die er hauptsächlich in der American Hockey League (AHL) verbracht hatte, wechselte er im März 2015 zu den Vancouver Canucks, wobei diese im Gegenzug ein Zweitrunden-Wahlrecht für den NHL Entry Draft 2015 nach Calgary transferierten. Die Canucks gaben den Schweizer vorerst an die Utica Comets, ihr AHL-Farmteam, ab, jedoch etablierte er sich in der Folge in Vancouvers NHL-Aufgebot. Die Spielzeiten 2019/20 und 2020/21 verbrachte er wiederum hauptsächlich in der AHL. Nach über sechs Jahren in Vancouver wurde sein auslaufender Vertrag im Sommer 2021 nicht verlängert, sodass er sich im Juli 2021 als Free Agent den Vegas Golden Knights anschloss.
Nach über zehn Jahren in Nordamerika kehrte Bärtschi zur Saison 2022/23 in seine Heimat zurück, indem er im Mai 2022 einen Dreijahresvertrag beim SC Bern aus der National League unterzeichnete. Allerdings erfüllte der Stürmer nur das erste Vertragsjahr, da er im August 2023 aus gesundheitlichen Gründen das sofortige Ende seiner Profikarriere im Alter von 30 Jahren bekannt gab.

### International
Sven Bärtschi gab sein Debüt im Nationalteam der Schweiz im Jahr 2009 bei der U18-Junioren-Weltmeisterschaft. Bei der U20-Junioren-Weltmeisterschaft 2011 spielte er für die Auswahl der Schweiz neben seinem Teamkollegen aus Portland, Nino Niederreiter. Im Seniorenbereich debütierte er bei der Weltmeisterschaft 2014, kam dabei allerdings nur zu einem Einsatz.

## Erfolge und Auszeichnungen
- 2009 Silbermedaille beim Europäischen Olympischen Winter-Jugendfestival
- 2011 Teilnahme am CHL Top Prospects Game
- 2012 WHL West Second All-Star Team

## Karrierestatistik

### International
Vertrat die Schweiz bei:
| - Europäisches Olympisches Winter-Jugendfestival 2009 - U18-Junioren-Weltmeisterschaft 2009 - U18-Junioren-Weltmeisterschaft 2010 | - U20-Junioren-Weltmeisterschaft 2011 - U20-Junioren-Weltmeisterschaft 2012 - Weltmeisterschaft 2014 |

(Legende zur Spielerstatistik: Sp oder GP = absolvierte Spiele; T oder G = erzielte Tore; V oder A = erzielte Assists; Pkt oder Pts = erzielte Scorerpunkte; SM oder PIM = erhaltene Strafminuten; +/− = Plus/Minus-Bilanz; PP = erzielte Überzahltore; SH = erzielte Unterzahltore; GW = erzielte Siegtore; 1 Play-downs/Relegation; Kursiv: Statistik nicht vollständig)